# Станиславка (Новосибирская область)
Станиславка (или Станислаевка) — исчезнувшая деревня в Венгеровском районе Новосибирской области России. Располагалась на территории современного Новотартасского сельсовета. Исключена из учётных данных в 1972 году.

## География
Располагалась в 10 км к западу от села Новый Тартас у озера Посадское.

## История
Основана в 1910 г. В 1928 году состояла из 32 хозяйств. В административном отношении входил в состав Игнатьевского сельсовета Спасского района Барабинского округа Сибирского края. В деревне располагался маслозавод.
Решением Новосибирского облисполкома от 24.04.1972 г. № 264 деревня исключена из учётных данных как фактически не существующая.

## Население
По переписи 1926 г. в деревне проживало 187 человек (94 мужчины и 93 женщины), основное население — латыши.